# Anthurium vanderknaapii
Anthurium vanderknaapii är en kallaväxtart som beskrevs av Thomas Bernard Croat. Anthurium vanderknaapii ingår i släktet Anthurium och familjen kallaväxter. Inga underarter finns listade.